# Partei für Freiheit und Fortschritt
Partia na rzecz Wolności i Postępu (niem. Partei für Freiheit und Fortschritt, PFF) – belgijska partia polityczna, działająca we wspólnocie niemieckojęzycznej.
Ugrupowanie zostało założone w 1961. Reprezentuje interesy niemieckojęzycznych mieszkańców Regionu Walońskiego. Funkcję przewodniczącego obejmowali m.in. Ferdel Schröder i Kattrin Jadin. W 2002 partia wzięła udział w powołaniu federacji Ruch Reformatorski.